# Rhinoneura villosipes
Rhinoneura villosipes är en trollsländeart som beskrevs av Harry Hyde Laidlaw, Jr. 1915. Rhinoneura villosipes ingår i släktet Rhinoneura och familjen Chlorocyphidae. Inga underarter finns listade i Catalogue of Life.